# George Chakiris
George Chakiris (Norwood (Ohio), 16 september 1932) is een Amerikaans filmacteur, zanger en danser.
Bij het grote publiek is hij bekend geworden door zijn rol in de musicalfilm West Side Story uit 1961, onder regie van Jerome Robbins en Robert Wise, waarin hij de rol van Bernardo speelde, die hem de Academy Award voor de beste mannelijke bijrol opleverde. Zijn eerste filmrol vervulde hij echter op twaalfjarige leeftijd als koorzanger in de film Song of Love (1947).

## Filmografie (selectie)
- Song of Love (1947)
- Gentlemen Prefer Blondes (1953)
- Diamonds are a girl's best friend
- White Christmas 1954
- The Girl Rush (1955)
- Brigadoon (1954)
- There's No Business Like Showbusiness (1954)
- Meet Me in Las Vegas (1956)
- Under Fire (1957)
- West Side Story (1961)
- Kings of the Sun (1963)

- Diamond Head (1963)
- La ragazza di Bube (1963)
- Flight from Ashiya (1964)
- Les Demoiselles de Rochefort (1967)
- The Big Cube (1969)
- Why Not Stay for Breakfast? (1979)
- Jekyll and Hyde... Together Again (1982)
- Pale Blood (1990)